# 象跡喩小経
象跡喩小経（ぞうしゃくゆしょうきょう、巴: Cūḷahatthipadopama-sutta, チューラハッティパドーパマ・スッタ）とは、パーリ仏典経蔵中部に収録されている第27経。小象跡喩経（しょうぞうしゃくゆきょう）とも。
類似の伝統漢訳経典としては、『中阿含経』（大正蔵26）の第146経「象跡喩経」がある。
釈迦が、婆羅門ジャーヌッソーニに対して、彼が持ち出した「象の足跡」の喩えに返す形で、仏陀を信じるに値する根拠（形跡）について説いていく。

## 内容
三学に従って、解脱への道の16段階を説く。
1. 法(Dhamma)の聴聞･発心
2. 出家
3. 護戒
4. 知足
5. 根の防護
6. 正念正知（マインドフルネス）
7. 五蓋の断
8. 初禅
9. 第二禅
10. 第三禅
11. 第四禅
12. 宿住随念智
13. 死生智
14. 漏尽智
15. 解脱
16. 解脱智見

## 日本語訳
- 『南伝大蔵経・経蔵・中部経典1』（第9巻） 大蔵出版
- 『パーリ仏典 中部（マッジマニカーヤ）根本五十経篇II』 片山一良訳 大蔵出版
- 『原始仏典 中部経典1』（第4巻） 中村元監修 春秋社